# Quarta guerra samnita
La Quarta guerra samnita va ser un conflicte entre els pobles del sud encapçalats per Tàrent, sota el lideratge de Pirros de l'Epir, i Roma. Va durar del 282 aC al 272 aC.
El 282 aC els tarentins van formar una lliga contra Roma, en la que Samni hi va entrar, sota la direcció suprema de Pirros. Els samnites no van tenir molta activitat a la guerra i fins després de la batalla d'Heraclea no van enviar el primer contingent (279 aC). El 278 aC a la batalla d'Asculum els samnites van mostrar el seu valor però tot seguit Pirros va sortir cap a Sicília. Quan el 274 aC Pirros va tornar, va ser derrotat per Mani Curi Dentat a Benevent. Els samnites, tarentins i els altres aliats (lucans i brucis) no podien fer front a Roma. El 272 aC, després de la caiguda de Tàrent en mans dels romans, els samnites, els lucans i els brucis es van sotmetre i van demanar la pau. El cònsol Espuri Carvili Màxim Ruga i Luci Papiri Cursor van celebrar els triomfs sobre els samnites. Una revolta de la tribu samnita dels caracens el 269 aC va ser ràpidament sufocada.